# Troublemaker (1988)
Troublemaker ist ein Spielfilm aus dem Jahr 1988 des luxemburgischen Regisseurs Andy Bausch mit Thierry van Werveke in der Hauptrolle. Der Film verschaffte Bausch und van Werveke in Luxemburg den Durchbruch. Er gilt allgemein als luxemburgischer Kultfilm.

## Handlung
Im Gefängnis von Grund lernen sich die beiden Kleinganoven Jacques Goudebour, der sich gerne Johnny Chicago nennt, und Chuck Moreno kennen, die der gemeinsame Traum vom „richtigen“ Gangstertum in den USA verbindet. Nach ihrer Entlassung planen sie gemeinsam einen Banküberfall, gehen dabei aber ziemlich ungeschickt vor und müssen ohne Beute fliehen.

## Produktion
Der Film wurde größtenteils im Gefängnis von Grund gedreht, kurz nach der Verlegung der „Insassen“ nach Schrassig und vor der Restaurierung der Gebäude, die heute das Kulturzentrum Abtei Neumünster beherbergen. Der Film wurde im Juli 1986 gedreht.
Zunächst gab es Schwierigkeiten bei der Finanzierung des Films. Der deutsche Kameramann Klaus Peter Weber, den Bausch einige Monate zuvor kennengelernt hatte und beim Saarländischen Rundfunk arbeitete, übernahm die Kameraführung und rekrutierte für drei Wochen in Saarbrücken mehrere Techniker für Ton, Licht und Regieassistenz. Sie verzichteten auf eine sofortige Gage und wollten nur bezahlt werden, wenn der Film Geld einspielen würde. Das Rohmaterial des Films gefiel den Verantwortlichen des SR jedoch so gut, dass der deutsche Sender die Schulden des Filmteams beglich, die restlichen Dreharbeiten im folgenden Jahr finanzierte und die deutschen Fernsehrechte erwarb.

## Veröffentlichung
Troublemaker war für einen Luxemburger Film ein großer kommerzieller Erfolg und wurde insgesamt von rund 17.000 Menschen im Kino gesehen. Die TV-Premiere fand am 11. Oktober 1988 in der ARD statt.
Der Film war der Startschuss für die Karrieren von Andy Bausch und Thierry van Werveke. Er gilt als einer der Filme, die zur „Geburt“ der professionellen Filmindustrie in Luxemburg beigetragen haben.
1997 drehte Bausch mit denselben Hauptdarstellern eine Fortsetzung, Back in Trouble. Der dritte Teil, Trouble No More, musste auf den Hauptdarsteller Thierry Van Werveke verzichten, da dieser kurz vor den Dreharbeiten verstarb.
Troublemaker kam 2002 als VHS-Kassette auf den Markt und wurde in diesem Jahr 138 Mal verkauft. Im folgenden Jahr wurde die DVD 539 Mal verkauft.

## Kritiken
In der Revue vom 17. Februar 1988 schrieb René Clesse:

„…ein in vieler Hinsicht gelungenes Machwerk, eine Art flippige Gaunerkomödie, die sich selbst und vor allem Luxemburg auf die Schippe nimmt und in der man - ein absolutes Novum im Luxemburger Film - Tränen lachen kann.“

Jean-Pierre Thilges schrieb am 12. Februar 1988 im Tageblatt:

„Andy Bauschs Milieuzeichnung will keineswegs der Realität entsprechen, auch wenn die schalen Mauern des Grundgefängnisses als stumme Zeugen einer nicht besonders ruhmreichen Vergangenheit in unserem Strafvollzug stehen. Die Faszination von Troublemakers liegt vorrangig in einer kinogerechten Schilderung des Gefängnisalltags. Erinnerungen an klassische Filme schwingen in den herrlichen Bildern mit und die Klaustrophobie der engen, unzeitgemässen Räumlichkeiten ist allgegenwärtig. Midnight Express und Kuckucksnest lassen grüssen.“

Thomas Reinhardt von der Saarbrücker Zeitung schrieb am 26. Januar 1988:

„…da geht die Post ab, da ist Feuer drin, Action, Stimmung vor allem und dann die Musik – Spitze.'“

Die Stuttgarter Nachrichten äußerten sich in ihrer Ausgabe vom 12. September 1988:

„Selten lohnt sich zuschauen so wie in dieser Fernsehnacht: Kein ‚Trouble‘, Sehvergnügen war angesagt. Andy Bausch hat sich viel Dialogwitz und inszenatorische Kunststückchen einfallen lassen.“

Andreas Friedemann vom Münchner Merkur schrieb am 2. Juli 1988:

„Schuld und Sühne als komödiantisches Motiv greift Andy Bauschs Film ‚Troublemaker‘ auf. Der Film errinnert in seiner ungehobelten Kraft an frühe Filme Fassbinders.“

Die Redaktion des Lexikon des internationalen Films resümierte:

„Die filmische Odyssee zweier versponnener, zum Teil leicht großmäuliger Außenseiter zwischen Knast, trostlosen Arbeitersiedlungen und einer Welt, wie es sie nur in ihren vom Kino gespeisten Träumen und Illusionen gibt; ein Film auch über die Unvereinbarkeit europäischer Wirklichkeit und Hollywood-Traumwelt.“